# Paolo Angioni
Paolo Angioni   (Càller, 22 de gener de 1938) és un genet italià, ja retirat, vencedor d'una medalla olímpica.
El 1964 va prendre part en els Jocs Olímpics d'Estiu de Tòquio, on va disputar dues proves del programa d'hípica. Amb el cavall King va guanyar la medalla d'or en el concurs complet per equips, mentre en el concurs complet individual fou onzè. El 1966 va patir una caiguda molt greu a Polònia que el va fer estar en coma durant un temps, però va recuperar-se per participar en els Jocs de Ciutat de Mèxic de 1968, on fou vint-i-tresè en el concurs complet individual com a millor resultat.
Una vegada retirat va escriure diversos llibres sobre història i tècniques eqüestres.